# تايلور سميث
تايلور سميث (بالإنجليزية: Taylor Smith)‏ (و. 1991  م) هو لاعب كرة السلة، من الولايات المتحدة، ولد في شيرتز، يلعب كلاعب هجوم قوي الجسم، ولاعب هجوم صغير الجسم.

## التعليم
تعلم في McLennan Community College ‏.

## روابط خارجية
- تايلور سميث على موقع الدوري الأوروبي لكرة السلة (الإنجليزية)
- تايلور سميث على موقع كرة السلة الأوروبية.كوم (الإنجليزية)
- تايلور سميث على موقع كلية كرة السلة في سبورتس رفرنس.كوم (الإنجليزية)
- تايلور سميث على موقع ريلجم (الإنجليزية)
- تايلور سميث على موقع بروبوليرز (الإنجليزية)
- تايلور سميث على موقع سبورتس رفرنس (الإنجليزية)